# Universiteit van Miskolc
De Universiteit van Miskolc (Hongaars: Miskolci Egyetem) is een publieke universiteit in Miskolc.
De universiteit werd in 1949 opgericht als Technische Universiteit voor de Zware Industrie (Nehézipari Műszaki Egyetem), maar de instelling gaat terug tot de mijnbouwhogeschool van Selmecbánya (nu: Banská Štiavnica), die in 1735 werd gesticht. In 1990 kreeg de instelling haar huidige naam.
De Universiteit van Miskolc bevindt zich in zijn eigen stadsdeel, Egyetemváros, en telt zeven faculteiten en een muziekinstituut dat dezelfde status heeft.

## Rectoren van de universiteit
- Elemér Szádeczky-Kardoss van 1949 tot 1950
- István Sályi van 1950 tot 1961
- János Zambó van 1961 tot 1972
- Sándor Simon van 1972 tot 1978
- Tibor Czibere van 1978 tot 1986
- Ferenc Kovács van 1986 tot 1994
- Ottó Farkas van 1994 tot 1997
- Lajos Besenyei van 1997 tot 2006
- Gyula Patkó van 2006 tot 2013
- András Torma sinds 2013

## Faculteiten
- Technische Aardwetenschappen (Műszaki Földtudományi Kar) sinds 1735
- Technische Materiaalkunde (Műszaki Anyagtudományi Kar) sinds 1735
- Werktuigbouwkunde en Informatica (Gépészmérnöki és Informatikai Kar) sinds 1949
- Rechtsgeleerdheid (Állam- és Jogtudományi Kar) sinds 1981
- Economische wetenschappen (Gazdaságtudományi Kar) sinds 1987
- Letteren (Bölcsészettudományi Kar) sinds 1992
- Béla Bartók Muziekinstituut (Bartók Béla Zeneművészeti Intézet) sinds 1904/1997
- Gezondheidszorg (Egészségügyi Kar) sinds 1985/2009